# Église Saint-Germain-d'Auxerre de Coignières
Pour les articles homonymes, voir Église Saint-Germain-d’Auxerre.
L'église paroissiale catholique de St-Germain-d'Auxerre à Coignières, commune du département des Yvelines en région Île-de-France, remonte à un édifice religieux roman du XIIe siècle. L'église est dédiée à Saint Germain d'Auxerre. Jusqu'à la Révolution française, l'église appartenait au diocèse de Chartres et actuellement au diocèse de Versailles. Dans l'église il y a un vitrail du XVIe siècle, inscrit en 1908 comme monument historique dans la Base Palissy.

## Description

### Aménagement extérieur
L'église est construite en grès. En 1868, le clocher couvert d'un toit pyramidal est édifié sur la façade ouest, percée sur les quatre côtés par des arcades sonores en plein cintre couplées. La façade est divisée verticalement et horizontalement en trois niveaux. La structure verticale est créée par trois grands champs aveugles qui s'étendent sur toute la façade jusqu'au toit, qui sont délimités par des contreforts plats et encadrés au milieu par un arc en plein cintre et sur les côtés par des demi-arcs.

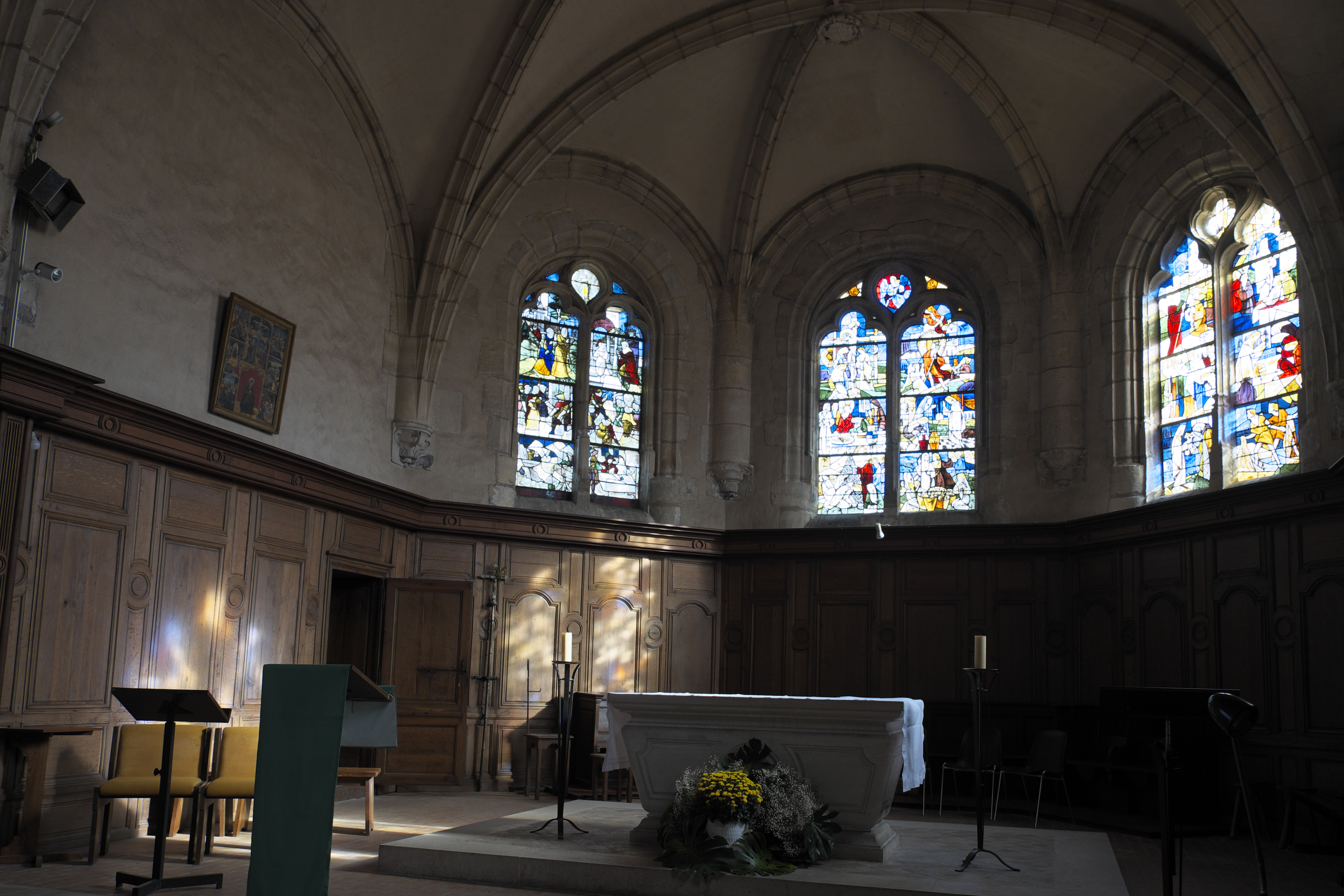
Chorale

### Espace intérieur
La nef est du XIIIe siècle. Le chœur a été construit au XVIe siècle. La chapelle patronale, couverte d'une voûte en étoile avec clefs de voûte, est également édifiée à cette époque.

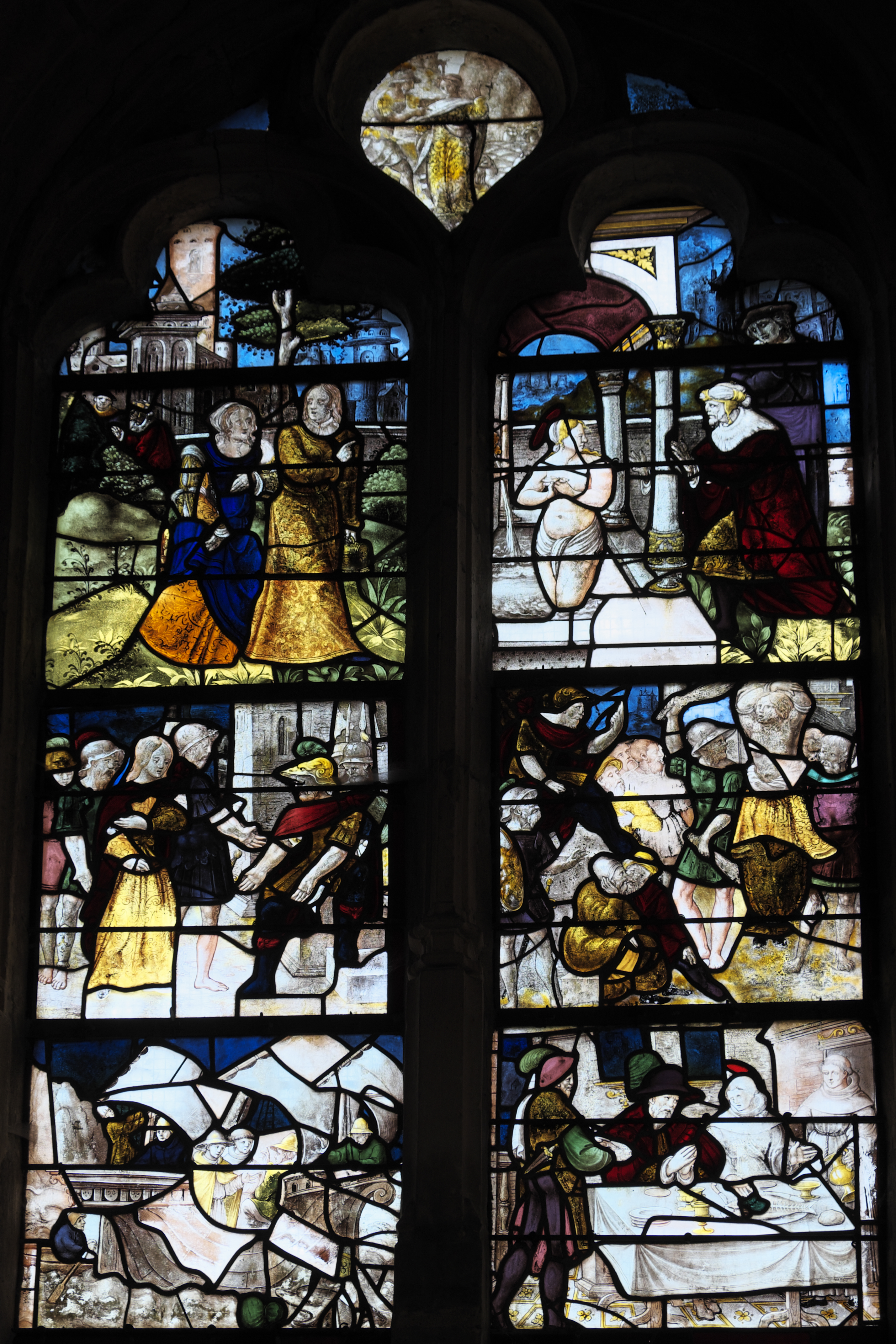
Fenêtre Renaissance

## Vitrail duXVIesiècle
Dans le chœur se trouve un vitrail de la première moitié du XVIe siècle. Des scènes de l'histoire de Suzanne et les Vieillards y sont représentées. Suzanne, accusée d'adultère et condamnée à mort, est sauvée par le prophète Daniel.

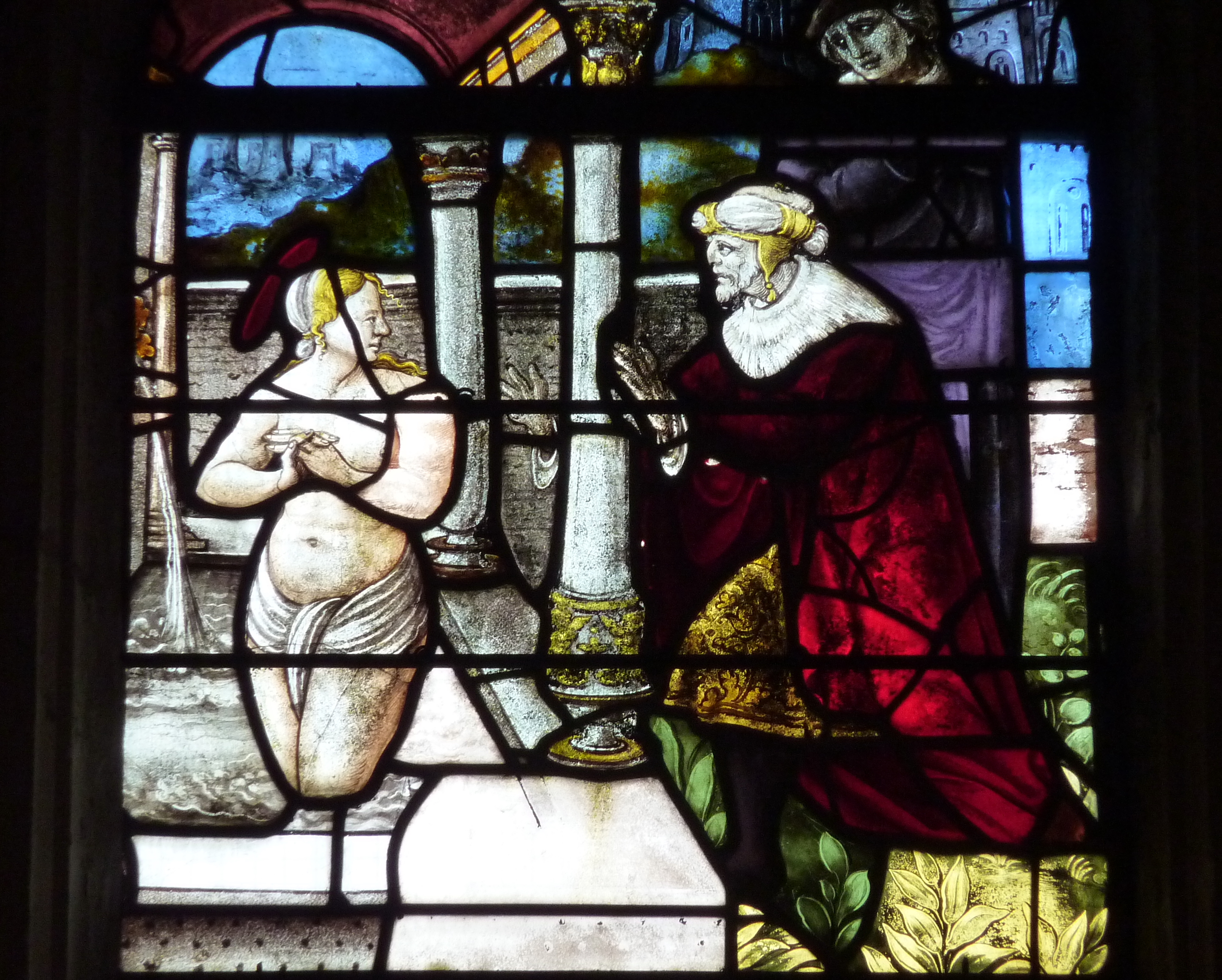
Susanna et les vieillards
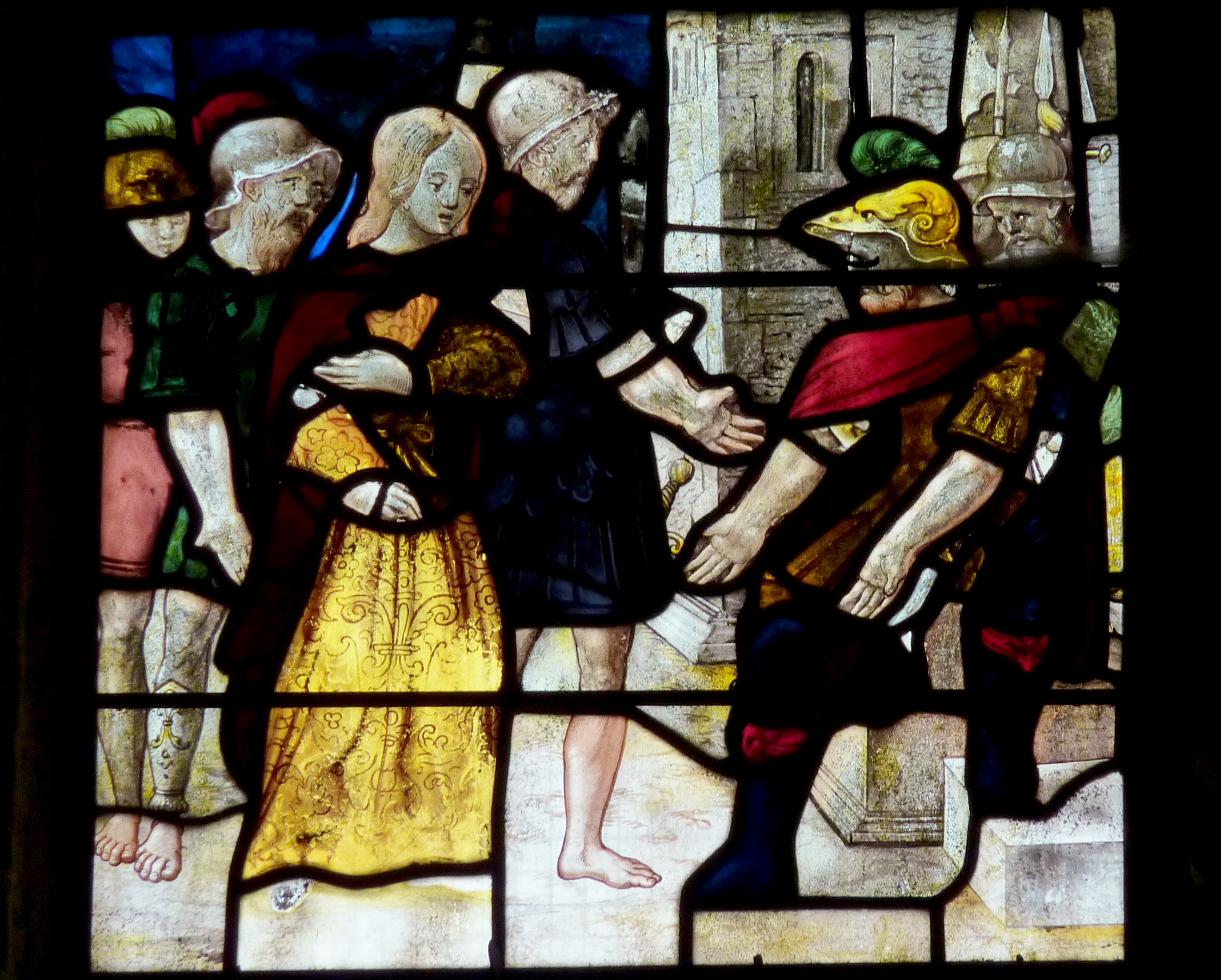
condamnation Susanna
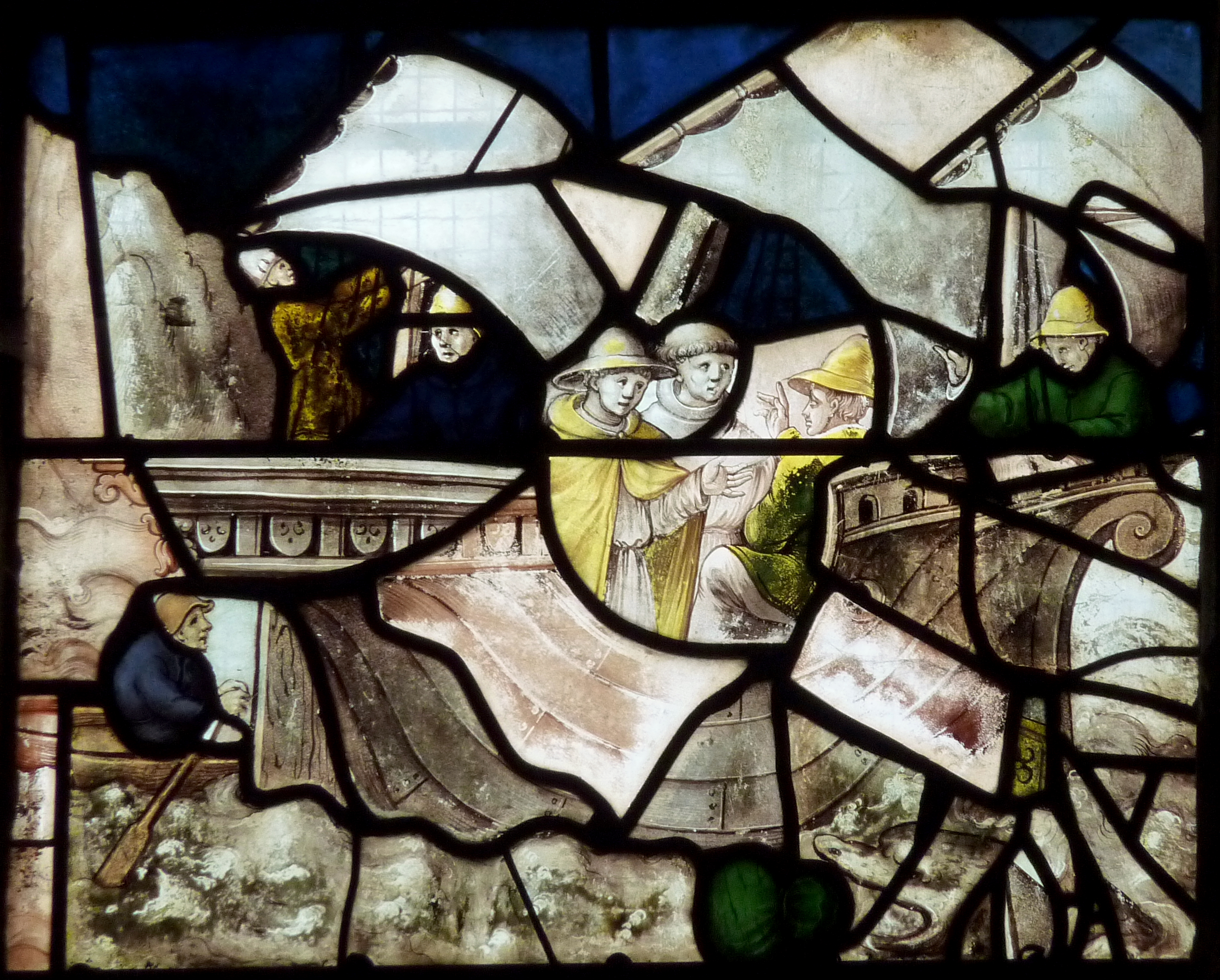
fragment

## Mobilier
Une grande partie du mobilier liturgique provient du monastère des Hautes-Bruyères à Saint-Rémy-l'Honoré, dissous à la Révolution française.
- La peinture à l'huile des Sept Douleurs de Marie avec des scènes de la vie de Jésus et de la Passion, peinte sur bois, date du dernier quart du XVIe siècle. Il a été inscrit sur la liste de la Base Palissy en 1905 en tant que monument historique[2].
- La sculpture en pierre de Saint Germain d'Auxerre date du XVIe siècle.

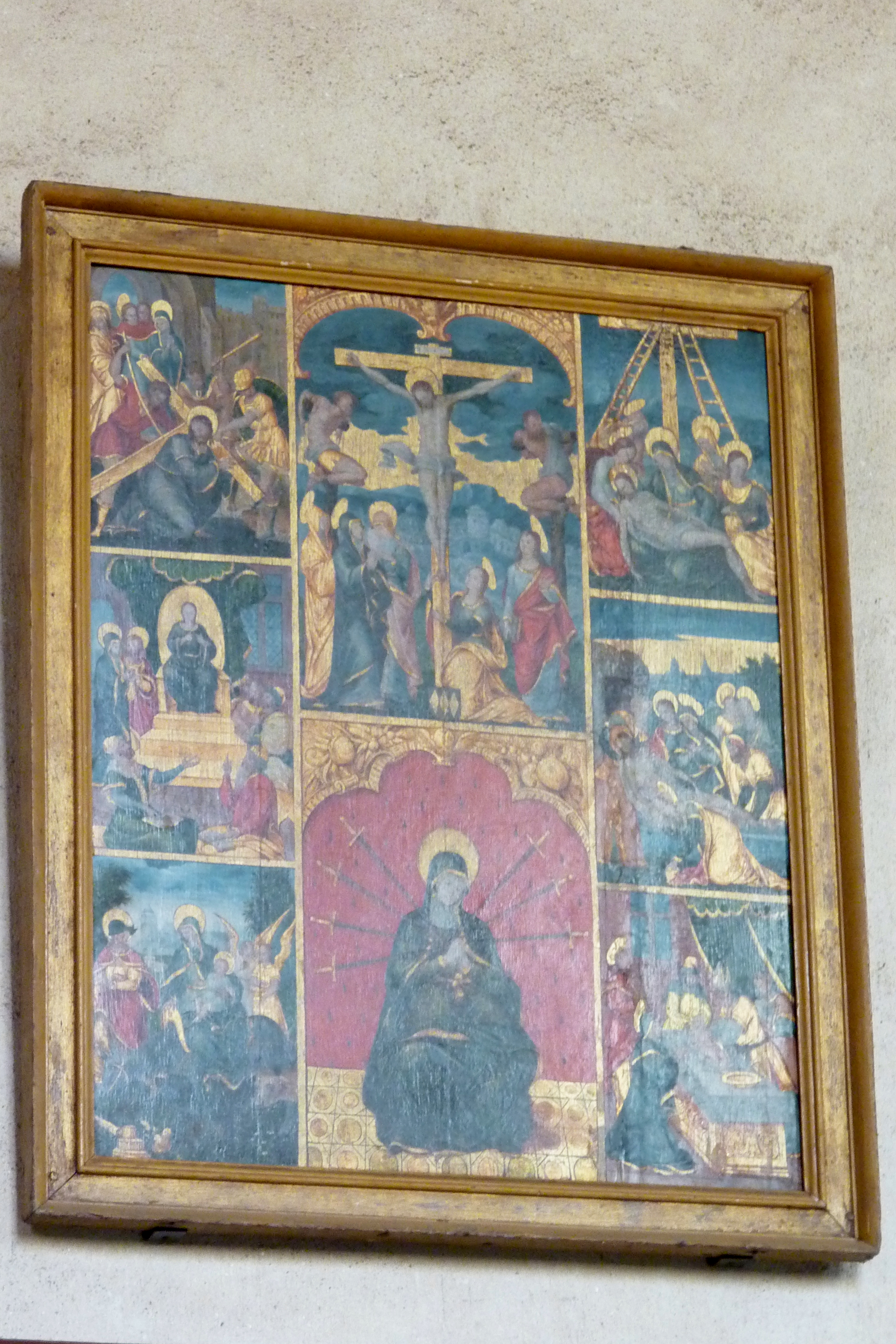
Sept Douleurs de Marie
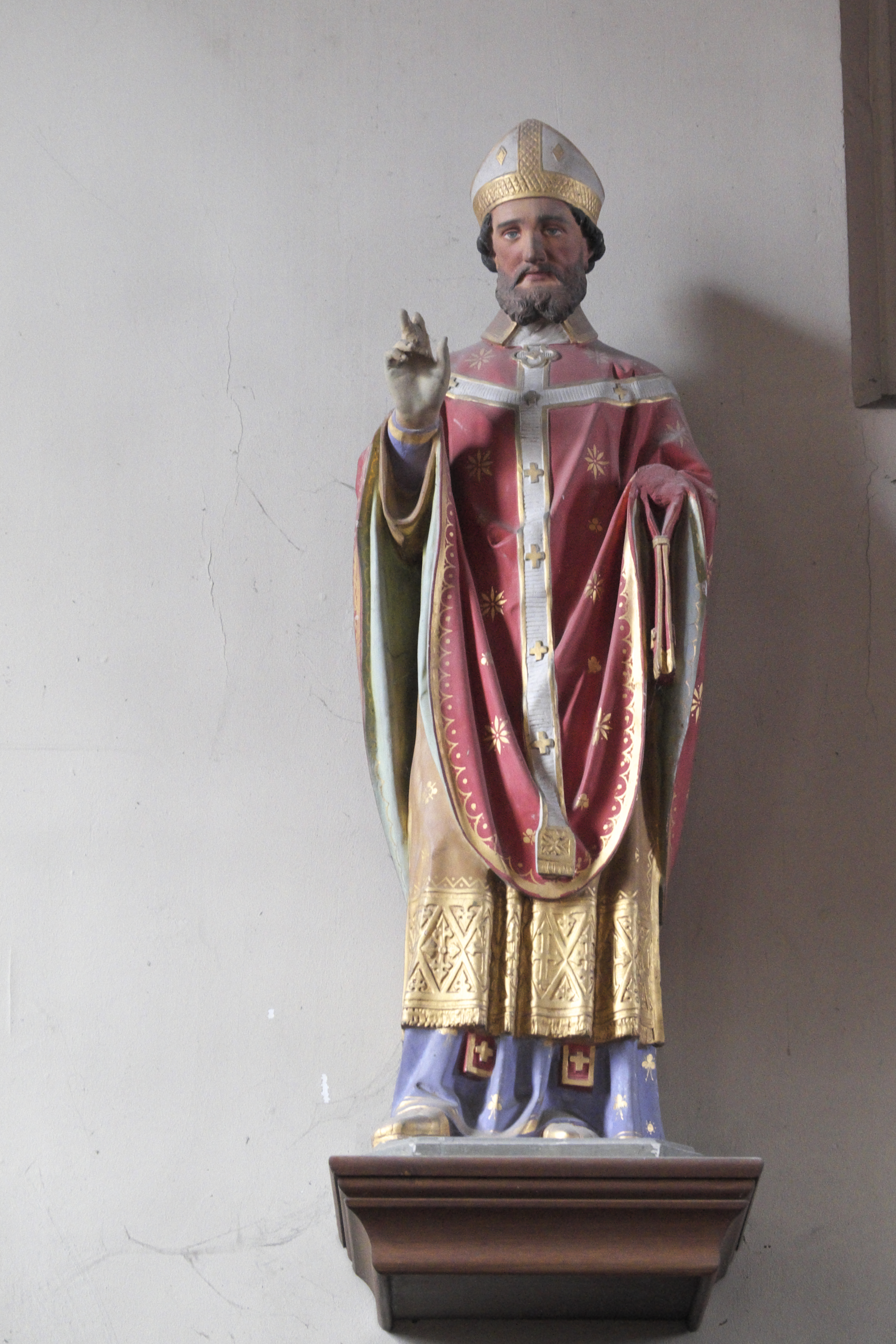
Germain d'Auxerre